# اسکار آلبرتو لابورد

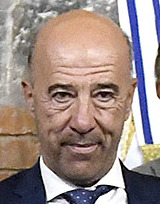

اسکار آلبرتو لابورد (آولاندا، ۱۴ فوریه ۱۹۵۳) یک سیاستمدار آرژانتینی و حسابدار عمومی ملی است. او در حال حاضر معاون رئیس‌جمهور پارلاسور و رئیس رصدخانه دموکراسی است. او رهبر حزب کمونیست، دبیر مطبوعاتی جبهه همبستگی آرژانتین و معاون استانی از سال ۱۹۹۷ تا ۱۹۹۹ بود. در سال ۲۰۰۴ او به عنوان نایب رئیس کمیسیون کلاه سفیدها منصوب شد. بعداً در سال ۲۰۰۸ توسط رئیس‌جمهور کریستینا فرناندز دی کرشنر به عنوان سفیر منصوب شد.